# Поликсена фон Лобковиц
Поликсена фон Пернщайн-Лобковиц (на чешки: Polyxena Rožmberská z Pernštejna; Polyxena Lobkovická z Pernštejna, на немски: Polyxena von Lobkowicz, род. Polyxena von Pernstein; * 1566; † 24 май 1642, Прага) е благородничка от род Пернщайн от Бохемия и Моравия и чрез женитби бургграфиня на Бохемия и княгиня на Лобковиц.

## Живот
Тя е дъщеря (от 20 деца) на бохемския канцлер Вратислав фон Пернщайн (1530 – 1582) и съпругата му Мария Максимилиана Манрик де Лара от Кастилия († 1608), дворцова дама на императрица Мария Испанска, дъщеря на Гарция Манрике де Лара и Мендоза († 1565), губернатор на Парма, и Изабел де Брицено и Аревало († 1567).
Поликсена се омъжва на 11 януари 1587 г. в Прага за Вилхелм фон Розенберг (* 10 март 1535; † 31 август 1592), главен бургграф на Бохемия. Тя е четвъртата му съпруга. Бракът е бездетен.
Тя е католичка и помага на йезуитите в Прага. Поликсена е опекун и се грижи за децата на брат си фрайхер Йохан V фон Пернщайн (1561 – 1597).
Останала вдовица през 1592 г. тя се омъжва втори път на 23 ноември 1603 г. в Прага за княз Зденек от Лобковиц (* 15 август 1568; † 24 май 1628, Виена), най-висш бохемски канцлер.
През 1623 г. тя купува от племенника си Вратислав Евсебиус фон Пернщайн (1594 – 1631) „палат Пернщайн“/дворец Лобковиц в Прага за 30 000 гулдена.

## Деца
Поликсена и княз Зденек от Лобковиц имат един син:
- Венцел Евсебий фон Лобковиц (* 20 януари 1609, Прага; † 22 април 1677, Роуднице) е 2. бохемски княз от род Лобковиц, херцог на Саган (1646 – 1677), генерал-фелдмаршал, министър, женен I. на 3 ноември 1638 г. с графиня Йохана фон Злуниц († 17 януари1650), II. на 6 февруари 1653 г. с протестантката пфалцграфиня Августа София фон Пфалц-Зулцбах (* 22 януари 1624, Зулцбах; † 30 май 1682, Нюрнберг)